# Пужи, Лиана де
Лиана де Пужи (фр. Liane de Pougy, собственно Анна-Мари де Шассень, 2 июля 1869, Ла-Флеш — 26 декабря 1950, Лозанна) — французская танцовщица, писательница и куртизанка, одна из парижских звёзд Прекрасной эпохи.

## Биография
Дочь военного. Получила религиозное воспитание в монастыре в Морбиане.

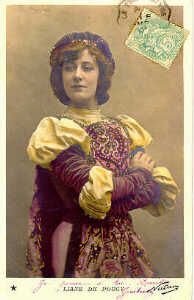
Лиана де Пужи. Почтовая открытка фотографа Надара

В 16 лет вышла замуж за морского офицера, родила ему сына (впоследствии сын стал лётчиком и погиб на фронте в 1914 году). После двух лет брака бежала в Париж от мужа, который её бил, добилась развода.
Встретилась с популярным драматургом и либреттистом Анри Мельяком, который влюбился в неё и помог ей устроиться в кабаре Фоли-Бержер; здесь она и взяла себе сценический псевдоним.
Брала уроки у Сары Бернар. Соперничала с Каролиной Отеро (их, вместе с Эмильеной д’Алансон, называли «тремя грациями прекрасной эпохи»). С успехом гастролировала в Великобритании. Дружила c Жаном Лорреном, Рейнальдо Аном, Максом Жакобом. Её писали известные художники, фотографировал Надар, к её поклонникам принадлежал Д’Аннунцио. Марсель Пруст написал с Лианы Одетту де Креси, героиню романа «По направлению к Свану».

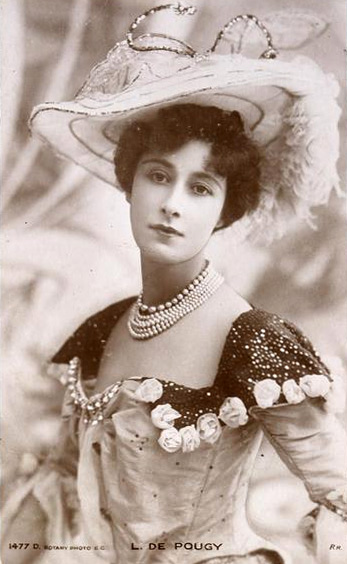
Лиана де Пужи

Отличалась бисексуальностью, среди её романов известны близость с художницей, писательницей и актрисой Матильдой де Морни, маркизой де Бельбёф (Мисси) и недолгая связь с Натали Барни, описанная Пужи в романе «Сапфическая идиллия» (1901).
В 1910 году вышла замуж за румынского князя Георгия Гика, после 16 лет счастливого брака князь бросил жену ради более молодой красавицы (но они не разводились).
В 1928 году Лиана де Пужи подружилась с настоятельницей монастыря Святой Агнесы под Греноблем, много жертвовала обители и завещала похоронить себя здесь.
С началом Второй мировой войны переехала в Лозанну.
В 1945 году, после смерти мужа, вступила послушницей в доминиканский орден. Ухаживала за умственно неполноценными детьми в сиротском приюте. 
Вдохновлённая мемуарами бывшей куртизанки Элизабет-Селесты Венар, графини де Шабрилан, оставила после себя воспоминания о своей бурной молодости.

Умерла, как и мечтала, в ночь Рождества. 

## Сочинения
- L’Insaisissable, роман (1898, посвящён Жану Лоррену)
- Myrrhille (1899)
- L’Elizement, комедия (1900)
- Idylle saphique, роман (1901, переизд. 1979).
- Ecce homo. D’ici, de la (1903)
- Les sensations de Mademoiselle de La Bringue (1904)
- Yvée Lester (1908)
- Yvée Jourdan (1908)
- Mes Cahiers Bleus, дневники (1977, англ. пер. 1979).